# Distretto di Sahibganj
Il distretto di Sahibganj è un distretto del Jharkhand, in India, di 927 584 abitanti. Il suo capoluogo è Sahibganj.